# Cuneo Volley 2023-2024
Questa voce raccoglie le informazioni riguardanti il Cuneo Volley nelle competizioni ufficiali della stagione 2023-2024.

## Stagione
Nella stagione 2023-24 il Cuneo Volley assume la denominazione sponsorizzata di Puliservice Acqua S.Bernardo Cuneo.
Partecipa per la quinta volta, la quarta consecutiva, al campionato di Serie A2 classificandosi seconda al termine della regular season: la posizione le permette di accedere ai play-off promozione, dove viene eliminata ai quarti di finale dalla Porto Viro.
La posizione in regular season consente al club di accedere anche alla Coppa Italia di Serie A2, dove viene eliminato nei quarti di finale ancora dalla Porto Viro.

## Organigramma societario
Area direttiva
- Presidente: Gabriele Costamagna
- Presidente Onorario: Vito Venni
- Vicepresidente: Adriano Giordana
- Amministratore Delegato: Gabriele Costamagna
- Direttore Sportivo: Paolo Brugiafreddo
- Team Manager: Silvia Canale

Area tecnica
- Allenatore: Matteo Battocchio
- Allenatore in seconda: Lorenzo Gallesio
- Scout Man: Dario Sampò
- Direttore Tecnico Settore Giovanile: Mario Barbiero

Area comunicazione
- Responsabile Comunicazione: Stella Testa

Area marketing
- Direttore Generale e Marketing: Davide Bima

Area sanitaria
- Medico Sociale: Matteo Parola
- Medico: Corrado Biolè
- Preparatore Atletico: Lorenzo Giraudo
- Fisioterapista: Simone Gallo, Alberto Santoro, Gianlorenzo Santoro

## Rosa
| N° | Nome                     | Ruolo | Data di nascita   | Nazionalità sportiva |
| -- | ------------------------ | ----- | ----------------- | -------------------- |
| 2  | Lorenzo Codarin          | C     | 3 settembre 1996  | Italia               |
| 3  | Mattia Gottardo          | S     | 26 febbraio 2001  | Italia               |
| 5  | Daniele Sottile          | P     | 17 agosto 1979    | Italia               |
| 6  | Edoardo Colangelo        | P     | 22 novembre 2001  | Italia               |
| 7  | Simone Giordano          | L     | 15 marzo 2003     | Italia               |
| 8  | Leonardo Bristot         | S     | 9 maggio 2002     | Italia               |
| 9  | Federico Giacomini       | O     | 5 luglio 2000     | Italia               |
| 11 | Iacopo Botto             | S     | 22 settembre 1987 | Italia               |
| 12 | Mads Jensen              | O     | 24 aprile 1999    | Danimarca            |
| 13 | Charalampos Andreopoulos | S     | 23 gennaio 2001   | Grecia               |
| 15 | Matteo Staforini         | L     | 23 maggio 2003    | Italia               |
| 17 | Alessandro Coppa         | C     | 17 febbraio 2004  | Italia               |
| 19 | Marin Đukić              | S     | 7 giugno 2000     | Belgio               |
| 23 | Massimiliano Cioffi      | C     | 24 luglio 1992    | Italia               |
| 90 | Marco Volpato            | C     | 5 maggio 1990     | Italia               |

## Mercato
| Acquisti                               | Acquisti                 | Acquisti          | Acquisti   |
| R.                                     | Nome                     | da                | Modalità   |
| -------------------------------------- | ------------------------ | ----------------- | ---------- |
| S                                      | Charalampos Andreopoulos | Prisma Taranto    | definitivo |
| S                                      | Leonardo Bristot         | Parella           | definitivo |
| C                                      | Massimiliano Cioffi      | Olimpia Bergamo   | definitivo |
| P                                      | Edoardo Colangelo        | Energy Parma      | definitivo |
| O                                      | Federico Giacomini       | Alessano          | definitivo |
| S                                      | Mattia Gottardo          | Lube              | definitivo |
| O                                      | Mads Jensen              | Verona            | definitivo |
| P                                      | Daniele Sottile          | Lube              | definitivo |
| L                                      | Matteo Staforini         | Top Volley Latina | definitivo |
| C                                      | Marco Volpato            | Padova            | definitivo |
| Trasferimenti nel corso della stagione |                          |                   |            |
| S                                      | Marin Đukić              | Menen             | definitivo |

| Cessioni | Cessioni            | Cessioni          | Cessioni   |
| R.       | Nome                | a                 | Modalità   |
| -------- | ------------------- | ----------------- | ---------- |
| L        | Francesco Bisotto   | Lube              | definitivo |
| O        | Luca Cardona        | Cannes            | definitivo |
| S        | Luca Chiapello      | Virtus Aversa     | definitivo |
| P        | Lorenzo Esposito    | ?                 | ?          |
| S        | Tim Köpfli          | Bitterfeld-Wolfen | definitivo |
| C        | Filippo Lanciani    | Alessano          | definitivo |
| L        | Mattia Lilli        | ?                 | ?          |
| S        | Simone Parodi       | Lupi Santa Croce  | definitivo |
| P        | Matteo Pedron       | Libertas Brianza  | definitivo |
| O        | Andrea Santangelo   | Xarı Bülbül       | definitivo |
| C        | Nicholas Sighinolfi | Modena            | definitivo |

## Risultati

### Serie A2

#### Girone di andata
| 1ª Giornata - 15 ottobre 2023 Palasport Grottazzolina, Grottazzolina   | M&G               | 3 - 1 | Cuneo             | 25-19, 25-17, 30-32, 26-24        |
| 2ª Giornata - 22 ottobre 2023 PalaCastagnaretta, Cuneo                 | Cuneo             | 3 - 0 | Porto Robur Costa | 25-23, 25-21, 35-33               |
| 3ª Giornata - 29 ottobre 2023 PalaCastagnaretta, Cuneo                 | Cuneo             | 3 - 0 | Virtus Aversa     | 26-24, 25-14, 25-22               |
| 4ª Giornata - 1º novembre 2023 PalaSanFilippo, Brescia                 | Atlantide Brescia | 3 - 2 | Cuneo             | 25-17, 25-19, 23-25, 20-25, 19-17 |
| 5ª Giornata - 4 novembre 2023 PalaCastagnaretta, Cuneo                 | Cuneo             | 3 - 1 | Pineto            | 25-19, 25-17, 23-25, 25-18        |
| 6ª Giornata - 12 novembre 2023 PalaParenti, Santa Croce sull'Arno      | Lupi Santa Croce  | 3 - 2 | Cuneo             | 18-25, 25-23, 25-21, 15-25, 16-14 |
| 7ª Giornata - 18 novembre 2023 PalaCastagnaretta, Cuneo                | Cuneo             | 1 - 3 | New Mater         | 27-29, 25-21, 15-25, 21-25        |
| 8ª Giornata - 26 novembre 2023 Palazzetto dello Sport, Porto Viro      | Porto Viro        | 2 - 3 | Cuneo             | 18-25, 25-15, 18-25, 32-30, 12-15 |
| 9ª Giornata - 3 dicembre 2023 PalaMensSana, Siena                      | Emma Villas       | 2 - 3 | Cuneo             | 19-25, 22-25, 25-21, 25-22, 10-15 |
| 10ª Giornata - 7 dicembre 2023 PalaCastagnaretta, Cuneo                | Cuneo             | 3 - 0 | Tricolore         | 25-23, 25-22, 25-18               |
| 11ª Giornata - 10 dicembre 2023 Palasport Comunale, Ortona             | Impavida Ortona   | 1 - 3 | Cuneo             | 25-21, 19-25, 23-25, 15-25        |
| 12ª Giornata - 17 dicembre 2023 PalaCastagnaretta, Cuneo               | Cuneo             | 3 - 0 | Prata             | 28-26, 25-22, 25-20               |
| 13ª Giornata - 26 dicembre 2023 Pala Francescucci, Casnate con Bernate | Libertas Brianza  | 1 - 3 | Cuneo             | 22-25, 29-31, 26-24, 32-34        |

#### Girone di ritorno
| 14ª Giornata - 30 dicembre 2023 PalaCastagnaretta, Cuneo      | Cuneo             | 3 - 2 | M&G               | 25-21, 25-21, 23-25, 21-25, 15-11 |
| 15ª Giornata - 7 gennaio 2024 PalaDeAndré, Ravenna            | Porto Robur Costa | 0 - 3 | Cuneo             | 27-29, 19-25, 18-25               |
| 16ª Giornata - 14 gennaio 2024 PalaJacazzi, Aversa            | Virtus Aversa     | 1 - 3 | Cuneo             | 25-20, 19-25, 22-25, 23-25        |
| 17ª Giornata - 20 gennaio 2024 PalaCastagnaretta, Cuneo       | Cuneo             | 3 - 2 | Atlantide Brescia | 21-25, 17-25, 25-21, 25-20, 20-18 |
| 18ª Giornata - 28 gennaio 2024 Pala Santa Maria, Pineto       | Pineto            | 3 - 2 | Cuneo             | 25-22, 20-25, 16-25, 28-26, 15-11 |
| 19ª Giornata - 4 febbraio 2024 PalaCastagnaretta, Cuneo       | Cuneo             | 3 - 2 | Lupi Santa Croce  | 20-25, 25-17, 25-23, 18-25, 15-9  |
| 20ª Giornata - 11 febbraio 2024 PalaGrotte, Castellana Grotte | New Mater         | 3 - 1 | Cuneo             | 25-17, 19-25, 25-23, 25-22        |
| 21ª Giornata - 18 febbraio 2024 PalaCastagnaretta, Cuneo      | Cuneo             | 3 - 0 | Porto Viro        | 25-18, 25-17, 25-21               |
| 22ª Giornata - 25 febbraio 2024 PalaCastagnaretta, Cuneo      | Cuneo             | 3 - 2 | Emma Villas       | 25-22, 22-25, 25-23, 23-25, 15-13 |
| 23ª Giornata - 3 marzo 2024 PalaBigi, Reggio Emilia           | Tricolore         | 0 - 3 | Cuneo             | 18-25, 23-25, 20-25               |
| 24ª Giornata - 10 marzo 2024 PalaCastagnaretta, Cuneo         | Cuneo             | 3 - 0 | Impavida Ortona   | 25-22, 25-18, 25-17               |
| 25ª Giornata - 16 marzo 2024 PalaCrisafulli, Pordenone        | Prata             | 3 - 0 | Cuneo             | 27-25, 25-22, 29-27               |
| 26ª Giornata - 24 marzo 2024 PalaCastagnaretta, Cuneo         | Cuneo             | 3 - 0 | Libertas Brianza  | 25-18, 25-20, 25-20               |

#### Play-off promozione
| Gara 1 Quarti - 27 marzo 2024 PalaCastagnaretta, Cuneo            | Cuneo      | 0 - 3 | Porto Viro | 21-25, 22-25, 25-27        |
| Gara 2 Quarti - 1º aprile 2024 Palazzetto dello Sport, Porto Viro | Porto Viro | 1 - 3 | Cuneo      | 25-19, 22-25, 21-25, 23-25 |
| Gara 3 Quarti - 8 aprile 2024 PalaCastagnaretta, Cuneo            | Cuneo      | 0 - 3 | Porto Viro | 19-25, 19-25, 20-25        |

### Coppa Italia di Serie A2
| Gara 1 Ottavi di finale - 14 aprile 2024 PalaCastagnaretta, Cuneo           | Cuneo      | 3 - 0 | Pineto     | 25-16, 25-23, 25-22        |
| Gara 2 Ottavi di finale - 20 aprile 2024 Pala Santa Maria, Pineto           | Pineto     | 0 - 3 | Cuneo      | 15-25, 20-25, 19-25        |
| Andata Quarti di finale - 1º maggio 2024 Palazzetto dello Sport, Porto Viro | Porto Viro | 3 - 1 | Cuneo      | 22-25, 25-16, 25-20, 25-18 |
| Ritorno Quarti di finale - 5 maggio 2024 PalaCastagnaretta, Cuneo           | Cuneo      | 1 - 3 | Porto Viro | 20-25, 25-17, 18-25, 18-25 |

## Statistiche

### Statistiche di squadra
| Competizione             | Punti | In casa | In casa | In casa | In trasferta | In trasferta | In trasferta | Totale | Totale | Totale |
| Competizione             | Punti | G       | V       | P       | G            | V            | P            | G      | V      | P      |
| ------------------------ | ----- | ------- | ------- | ------- | ------------ | ------------ | ------------ | ------ | ------ | ------ |
| Serie A2                 | 54    | 15      | 12      | 3       | 14           | 8            | 6            | 29     | 20     | 9      |
| Coppa Italia di Serie A2 |       | 2       | 1       | 1       | 2            | 1            | 1            | 4      | 2      | 2      |
| Totale                   | -     | 17      | 13      | 4       | 16           | 9            | 7            | 33     | 22     | 11     |

G = partite giocate; V = partite vinte; P = partite perse 

### Statistiche dei giocatori
| Giocatore       | Serie A2 | Serie A2 | Serie A2 | Serie A2 | Serie A2 | Coppa Italia di Serie A2 | Coppa Italia di Serie A2 | Coppa Italia di Serie A2 | Coppa Italia di Serie A2 | Coppa Italia di Serie A2 | Totale | Totale | Totale | Totale | Totale |
| Giocatore       | P        | PT       | AV       | MV       | BV       | P                        | PT                       | AV                       | MV                       | BV                       | P      | PT     | AV     | MV     | BV     |
| --------------- | -------- | -------- | -------- | -------- | -------- | ------------------------ | ------------------------ | ------------------------ | ------------------------ | ------------------------ | ------ | ------ | ------ | ------ | ------ |
| C. Andreopoulos | 26       | 228      | 201      | 16       | 11       | 1                        | 0                        | 0                        | 0                        | 0                        | 27     | 228    | 201    | 16     | 11     |
| I. Botto        | 28       | 318      | 250      | 31       | 37       | 4                        | 31                       | 28                       | 1                        | 2                        | 32     | 349    | 278    | 32     | 39     |
| L. Bristot      | 15       | 4        | 3        | 1        | 0        | 4                        | 15                       | 14                       | 0                        | 1                        | 19     | 19     | 17     | 1      | 1      |
| M. Cioffi       | 25       | 3        | 1        | 2        | 0        | 2                        | 1                        | 1                        | 0                        | 0                        | 27     | 4      | 2      | 2      | 0      |
| L. Codarin      | 29       | 270      | 188      | 56       | 26       | 4                        | 31                       | 17                       | 13                       | 1                        | 33     | 301    | 205    | 69     | 27     |
| E. Colangelo    | 7        | 0        | 0        | 0        | 0        | 2                        | 0                        | 0                        | 0                        | 0                        | 9      | 0      | 0      | 0      | 0      |
| A. Coppa        | 1        | 0        | 0        | 0        | 0        | 1                        | 1                        | 1                        | 0                        | 0                        | 2      | 1      | 1      | 0      | 0      |
| M. Đukić        | 3        | 3        | 3        | 0        | 0        | 4                        | 35                       | 30                       | 3                        | 2                        | 7      | 38     | 33     | 3      | 2      |
| F. Giacomini    | 11       | 1        | 1        | 0        | 0        | 2                        | 1                        | 1                        | 0                        | 0                        | 13     | 2      | 2      | 0      | 0      |
| S. Giordano     | 7        | 0        | 0        | 0        | 0        | 1                        | 0                        | 0                        | 0                        | 0                        | 8      | 0      | 0      | 0      | 0      |
| M. Gottardo     | 27       | 168      | 142      | 12       | 14       | 4                        | 8                        | 6                        | 1                        | 1                        | 31     | 176    | 148    | 13     | 15     |
| M. Jensen       | 29       | 601      | 530      | 43       | 28       | 4                        | 58                       | 47                       | 5                        | 6                        | 33     | 659    | 577    | 48     | 34     |
| D. Sottile      | 29       | 52       | 29       | 17       | 6        | 4                        | 4                        | 2                        | 2                        | 0                        | 33     | 56     | 31     | 19     | 6      |
| M. Staforini    | 29       | 0        | 0        | 0        | 0        | 4                        | 0                        | 0                        | 0                        | 0                        | 33     | 0      | 0      | 0      | 0      |
| M. Volpato      | 29       | 294      | 207      | 74       | 13       | 4                        | 35                       | 28                       | 5                        | 2                        | 33     | 329    | 235    | 79     | 15     |

P = presenze; PT = punti totali; AV = attacchi vincenti; MV = muri vincenti; BV = battute vincenti